# Суахілі (народ)
Суахілі або васвахілі (суах. Waswahili, самоназва «берегові люди» від араб. сахіль «берег») — бантумовний народ, що мешкає на сході Африки від узбережжя Суахілі до Великих африканських озер.
Представники народу проживають у Кенії, Танзанії, Коморських островах, ДР Конго (Заїр), Мозамбіку, Сомалі, ОАЕ, Руанді, Уганді, Бурунді, США, Омані, низці островів біля східно-африканського узбережжя тощо.

## Історія
Історія походження етнічного утворення суахілі вельми цікава — вони є нащадками змішаного населення, об'єднаного переважно не етнічними, а професійними ознаками, таких як мореплавці, купці і різного роду торговці, ремісники тощо, що складалось з тубільних бантумовних народів прибережної смуги Східної Африки (так званого узбережжя Суахілі) і народів неафриканського походження, в першу чергу арабів, персів та індійців.

Ареал розповсюдження мови суахілі

Через це судити про точну кількість суахілі неможливо. Серед народів узбережжя Східної Африки вважалося (і вважається) бути (стати) суахілі, як представником освіченішого, а значить багатшого народу (фактично класу — соціальної групи населення) справою престижу.
Складності у статистику додає питання двомовності, адже мова кісуахілі відіграє в Танзанії, Кенії (будучи державною) та низці інших східно-африканських держав роль мови міжетнічного спілкування, обов'язкової для вивчення у сучасних умовах (в школах, ВНЗ тощо). Освіченим неможливо бути без знання кісуахілі.
Саме тому виникає природна розбіжність у даних щодо чисельності суахілі. Одномовними суахілі, тобто суахілі за походженням, визнають себе не так уже й багато чоловік. Сенсаційна статистика наводиться танзанійськими вченими — лише бл. 2 % населення країни або 313 тис. осіб можна вважати представниками народу суахілі, в той час, коли ще 93 % населення Танзанії володіють мовою кісуахілі. Насправді такий погляд є тенденційним, існують й інші дані: базуючись на Народи світу 1988 — загальна чисельність суахілі 1,3-4 млн, при тому що кількість осіб, які володіють мовою суахілі може сягати 30 млн. Із загального числа представників народу суахілі у Танзанії — 1-2 млн осіб (оцінка), у Кенії та Демократичній Республіці Конго по 100 тис. осіб, в інших країнах невеликі групи (Сомалі — понад 50 тис., Омані — 22 тис., США — 4 тис. осіб тощо).

Бвана Ахмаді, суахілі з Мамбруї, іл. з Werner A. African Mythology, Boston, 1925

Етнокультурна спільнота суахілі формувалася в містах-державах на узбережжі Індійського океану — Пате, Ламу, Момбаса, Могадішо, Софала, Тонгоні, Занзібар, Кілва та ін., розквіт яких припав на XII-XV ст., новий підйом вони переживають з сер. XVIII і до поч. XIX ст., тобто суахілі є суто міським народом.
Отже, прийшле населення сприйняло місцеву мову, через що мова народу суахілі — кісуахілі безперечно належить до мов банту, в той же час містить багато арабських запозичень; має велике діалектне членування. З собою араби (та представники інших народів) принесли дуже багато — релігію, форми господарювання, багатющу культуру, в тому числі писемність (на основі арабської абетки), архітектуру, ремесла тощо.

## Релігія і культура
За релігією суахілі є мусульманами-суннітами. Поширення ісламу серед суахілі почалось як мінімум у VIII ст. і до Х століття іслам став панівною релігією на узбережжі Суахілі. Суахілі створили багату духовну культуру. З ХІІ—ХІІІ століть відомими стають хроніки міст-держав. Власні поетичні школи, велика кількість писемних пам'яток, власні коранічні школи з тлумачення Корану.
Суахілі — дуже сучасна африканська нація. Мовою кісуахілі виходять газети та журнали, видаються книжки, ведуться радіо- та телепрограми. Більшість представників суахілі (офіційно 95 %) традиційно є освіченими.

## Господарство і управління
Основні господарські заняття — риболовля і традиційне землеробство (кокосова пальма, гвоздикове дерево, банани, просо, маїс, елевсина, сах, батат, тростина, ямс, бобові і гарбузові). Особливо розвинуті мореплавство і торгівля (в тому числі посередницька), деякі ремесла (різьбярство на дереві). Сьогодні частина міських суахілі зайнята в промисловості (кораблебудування та ін.)
Форми традиційного управління запозичили в арабів. Жили в огороджених селищах і містах. Поширені міста-держави. На чолі державних утворень — султани.

## Матеріальна культура
Житло — у селах прямокутний безвіконний дерев'яний дім з двосхилим дахом, у містах — кам'яні будинки на декілька поверхів, іноді з внутрішнім подвір'ям на зразок патіо.
Традиційний одяг — в жінок бавовняна накидка, у чоловіків — пов'язка на стегнах або довгий білий бурнус (канзу) з обов'язковим головним убором.
За традиційну їжу правили страви з рису, кокосів, риби, бананів, бобові і овочі, маїсові хлібці, молоко тощо.

## Фольклор
Фольклор суахілі дуже багатий, у ньому знайшли відображення як арабські, індійські мотиви, так і суто африканські. Зокрема, поруч з традиційними історіями про людожерів, чудовиськ, що поглинають народ і т.ін. багато суахілійських казок на арабські та індійські сюжети, де діють відповідні персонажі. Відмітною рисою фольклору суахілі є наявність циклу історій про Абу Нуваса і байки про східно-африканського трикстера зайця Сунгуру. Суахілійський епос — сказання й перекази про Ліонго Фумо.